# Sainte-Maure-de-Peyriac
Sainte-Maure-de-Peyriac – miejscowość i gmina we Francji, w regionie Nowa Akwitania, w departamencie Lot i Garonna.
Według danych na rok 1990 gminę zamieszkiwało 327 osób, a gęstość zaludnienia wynosiła 14 osób/km² (wśród 2290 gmin Akwitanii Sainte-Maure-de-Peyriac plasuje się na 854. miejscu pod względem liczby ludności, natomiast pod względem powierzchni na miejscu 419.).